# Гайда Наталія Вікторівна
Наталія Вікторівна Гайда (нар. 1 травня 1939, Свердловськ) — радянська та білоруська оперна співачка (сопрано). Народна артистка БРСР (1980).
У 1966 році закінчила Уральську консерваторію.